# Microcossus mackwoodi
Microcossus mackwoodi är en fjärilsart som beskrevs av Walsingham 1887. Microcossus mackwoodi ingår i släktet Microcossus och familjen säckspinnare. Inga underarter finns listade i Catalogue of Life.